# Two Hunters
Two Hunters è un album discografico del gruppo musicale statunitense Wolves in the Throne Room, pubblicato nel 2007 dalla Southern Lord Records.

## Tracce
1. Dea Artio – 5:58
2. Vastness and Sorrow – 12:12
3. Cleansing – 9:55
4. I Will Lay Down My Bones Among the Rocks and Roots – 18:16

## Formazione

### Gruppo
- Nathan Weaver - voce e chitarra
- Rick Dahlen - voce e chitarra
- Aaron Weaver - batteria

### Altri musicisti
- Sty Orc - corno
- Jessika Kenney - voce addizionale in Cleansing e I Will Lay Down My Bones Among the Rocks and Roots